# Shinobi III: Return of the Ninja Master
Shinobi III: Return of the Ninja Master, i Japan The Super Shinobi II (ザ・スーパー忍II?), är ett actionspel utvecklat och utgivet av Sega till Sega Mega Drive 1993. Spelet är uppföljaren till The Revenge of Shinobi, och var tänkt att släppas 1992.
Spelet ingick i Sega Mega Drive Collection till Playstation 2 och Playstation Portable samt Sega Mega Drive Ultimate Collection till Xbox 360 och Playstation 3. Spelet släpptes också till Wiis Virtual Console 2007, som nedladdningsbart PC-spel via Steam 2010, via Iphone 2011 samt till Nintendo 3DS Eshop 2013.

## Handling
Neo Zeed hotar återigen världen. Brottssyndikatet som antogs ha försvunnit två års tidigare har återvänt, under ledning av Shadow Master. Joe Musashi anar deras närvaro, och lämnar ensamheten i Japans berg för att ännu en gång stoppa sina fiender.

### Fotnoter
1. 1 2  Mega Drive release dates. Gamefaqs. läst 27 maj 2014.
2. ↑  ”News: US Nintendo eShop update: Shinobi, Streets of Rage, Castlevania”. ComputerAndVideoGames.com. 19 december 2013. Arkiverad från originalet den 23 december 2013. https://web.archive.org/web/20131223134339/http://www.computerandvideogames.com/443285/us-nintendo-eshop-update-shinobi-streets-of-rage-castlevania/. Läst 27 maj 2014.
3. ↑  ”Shinobi III released on Steam”. Valve Corporation. http://store.steampowered.com/app/34277/. Läst 14 september 2010.